# King of the Road (Roger Miller)
King of the Road is de enige single van Roger Miller die de Nederlandse hitparades haalde. Het lied is in 1964 zeer waarschijnlijk in het Idanha Hotel te Boise, Idaho geschreven. Het lied gaat over een zwerver, die niets heeft maar zich toch koning van de straat voelt. Een situatie die wellicht betrekking had op Millers eigen leven, hij had een zeer arme jeugd en ook later wilde het met geld niet altijd vlotten (hij stal ooit een gitaar).
Tijdens promotie van het plaatje moest soms de tekst aangepast worden; de zinsnede "I ain’t got no cigarettes" moest tijdens familiegerichte programma’s toen (al) aangepast worden naar "I ain’t got no regrets". B-kant was Atta boy, girl.
King of the Road werd door talloze artiesten later opgenomen: George Jones, Dean Martin, King (Elvis Presley-kloon), Jack Jones, The Fabulous Echoes, Boney M., R.E.M., Johnny Paycheck, The Chipmunks, Boxcar Willie, Randy Travis, Rangers, James Kilbane, John Stevens, The Statler Brothers, Rufus Wainwright & Teddy Thompson, Giant Sand, Peligro, The Proclaimers, Ray Conniff Singers, The Reverend Horton Heat, Jerry Lee Lewis, en Joe Strummer namen het op of speelden het tijdens concerten. Ook Helmut Lotti zong het, evenals Edwin Rutten in de Fred Haché Show.
Het lied is voorts te horen in de film Im Lauf der Zeit (1976) van Wim Wenders, die in de Engelstalige wereld uitkwam onder de titel King of the Road, en in Talladega Nights: The Ballad of Ricky Bobby, Brokeback Mountain, Into the Wild en in Swingers. Miller zelf zong het in de concertregistratie The Big T.N.T. Show. De cover van de The Proclaimers was te horen in de film "The Crossing" (1990). In 2011 was het te horen in de reclamespot Tanken bij Total van C1000; al eerder gebruikte Audi het.
Een variant op het lied verscheen ook al snel. Jody Miller nam in 1965 Queen of the House op. De muziek was van Miller, de teksten van Mary Taylor. Het thema is hetzelfde, een “uitzichtloze situatie”. Deze versie werd in 1966 opgenomen door Connie Francis. The Supremes brachten het nummer vaak live in hun shows.

## Hitlijsten
De plaat verscheen in diverse hitlijsten. In de Engelse en de Noorse hitparade haalde het de eerste plaats, in de Billboard Hot 100 (VS) de vierde, in Ierland de vijfde en in Canada de tiende. Ook in Nederland had de single succes.

### Nederlandse Top 40
| Hitnotering: week 20/1965 t/m week 28/1965 | Hitnotering: week 20/1965 t/m week 28/1965 | Hitnotering: week 20/1965 t/m week 28/1965 | Hitnotering: week 20/1965 t/m week 28/1965 | Hitnotering: week 20/1965 t/m week 28/1965 | Hitnotering: week 20/1965 t/m week 28/1965 | Hitnotering: week 20/1965 t/m week 28/1965 | Hitnotering: week 20/1965 t/m week 28/1965 | Hitnotering: week 20/1965 t/m week 28/1965 | Hitnotering: week 20/1965 t/m week 28/1965 |
| Week:                                      | 1                                          | 2                                          | 3                                          | 4                                          | 5                                          | 6                                          | 7                                          | 8                                          |                                            |
| ------------------------------------------ | ------------------------------------------ | ------------------------------------------ | ------------------------------------------ | ------------------------------------------ | ------------------------------------------ | ------------------------------------------ | ------------------------------------------ | ------------------------------------------ | ------------------------------------------ |
| Positie:                                   | 40                                         | 33                                         | 21                                         | 14                                         | 14                                         | 23                                         | 30                                         | 37                                         | uit                                        |

### NederlandseSingle Top 100
| Positie: | 8 | 9 | 5 | 8 | uit |

### NPO Radio 2 Top 2000
King of the Road stond alleen in 1999 in de NPO Radio 2 Top 2000, op plek 1810.

## Grammy's
King of the Road won bij de uitreiking van de Grammy Awards van 1966 vijf Grammy's, in de categorieën ‘Best Country & Western Performance (zanger)’, ‘Best Country & Western Single’, ‘Best Country & Western Song’, ‘Best Contemporary (Rock-'n-Roll) Vocal Performance (zanger)’ en ‘Best Contemporary (Rock-'n-Roll) Single’. Dit is het grootste aantal Grammy's dat één liedje ooit heeft behaald.
Bovendien kreeg Miller nog een Grammy voor het album The return of Roger Miller, waar het nummer ook op staat, en wel in de categorie ‘Best Country & Western Album’. Ten slotte was er nog een Grammy in de categorie ‘Best Country & Western Performance (zangeres)’ weggelegd voor Jody Miller voor Queen of the House, het antwoordlied op King of the Road.